# ダルハン・オール県

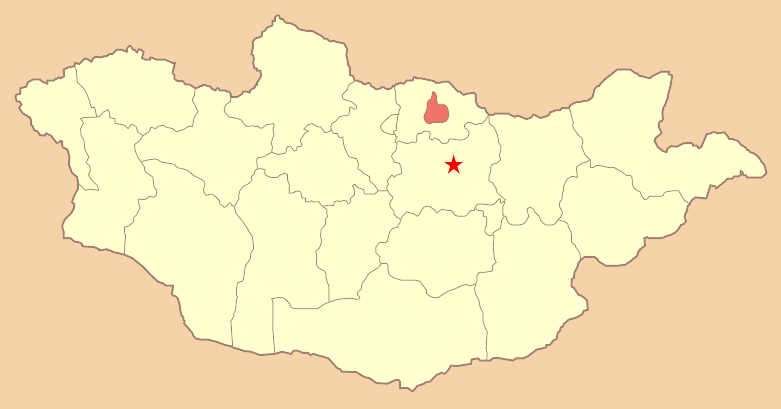
位置

ダルハン・オール県（ダルハン・オールけん、モンゴル語: Дархан-Уул, ᠳᠠᠷᠬᠠᠨ
ᠠᠭᠤᠯᠠ）は、モンゴル国の県（アイマク）の一つ。県庁所在地はダルハン市で、モンゴル国第2の都市である。

## 概要
首都ウランバートルの北部で、セレンゲ県に囲まれる。面積：10,186.6㎢。ダルハン・オール県はオルホン川とセレンゲ川の広範な峡谷の中、ハンガイ山脈とヘンティー山脈に挟まれる。人口は107,018人。

## 産業・経済
- 首都ウランバートルに次ぐ工業都市としての成長が期待されている[3]。
- モンゴル都市連合から「清浄都市」として認定された。
- ダルハン市における10MW太陽光発電事業(シャープエネルギーソリューション株式会社&Solar Power International LLC)
- 2006年：WHOから健康都市として認定された。

## 行政区画　郡(ソム)
- ダルハン市(Дархан)
- ホンゴル郡(Хонгор)
- オルホン郡(Орхон)
- シャリンゴル郡(Шарынгол)